# アーリア化
アーリア化（独：Arisierung）とは、ドイツ政府の圧力の下にユダヤ人の影響下にある企業をアーリア人（非ユダヤ人）に売却させてユダヤ人を経済活動から排斥するナチス・ドイツの経済政策である。また多くの場合ユダヤ人企業の買収はより巨大なドイツ人企業によってなされたため、この政策には経済界の富の集中化を推し進める効果もあった。1939年3月以降は経済の脱ユダヤ化（ドイツ語: Entjudung der Wirtschaft）と呼ばれる。

## 歴史

### 「自発的」アーリア化
ナチ党政権誕生後の一連の反ユダヤ立法によってユダヤ人は公務員や弁護士、医師などの職業から追放されたが、ユダヤ人企業の事業活動には当初手は付けられていなかった。ユダヤ人企業については、解体か「アーリア化」（ユダヤ人企業をドイツ人企業が買収すること）がナチ党政権の基本方針だったが、経済相ヒャルマル・シャハトが行き過ぎた反ユダヤ主義を嫌っていたため、アーリア化は徹底されてこなかった。しかし1937年11月にシャハトが経済相を辞任し、四カ年計画全権責任者ヘルマン・ゲーリングが後任の経済相に就任したことでアーリア化が加速することとなった。ゲーリングは「あらゆる大企業をアーリア化することが私の務めである」と公言していた。
アーリア化ははじめ（少なくとも形式的には）ドイツ企業とユダヤ企業の契約という形で「自由意思の譲渡」による「自発的」アーリア化で行われた。ユダヤ人商店不買運動による顧客の切り離し、割当規制によるユダヤ人業者と仕入先業者との分断などユダヤ人企業の価値を低下させようとするナチ党の工作はこの「自発的」アーリア化を促すためのものであった。とりわけ発展が期待できるユダヤ人企業はこうした圧力を強く受けた。ユダヤ人実業家たちはこれ以上反ユダヤ主義政策が酷くなって一層企業価値を下げられる前に自ら進んで売却しようとした。
ドイツ人企業にとってユダヤ人企業は「物件」と化し、ドイツの各銀行はユダヤ人企業を探索して買収を斡旋することを専門業務の一つとするようになり、それにより莫大な利益を得た。ところが1938年初頭からドイツ産業界の購買力が弱った。1938年5月にはドレスデン銀行の頭取が「ドイツ人の買い手より（売却を希望する）ユダヤ人企業の方が多い」と嘆いている。結果ユダヤ人企業の価格をさらに下げる必要に迫られ、そのために買い手同士が買収をめぐって価格吊り上げ競争を行う事がないよう協定が結ばれるようになった。さらに1938年4月26日にはユダヤ人企業を買収する契約に際してはドイツ政府の承認が必要とされるようになり、ユダヤ人企業の価格が上がらないよう政府から監視された。これまでのユダヤ人企業の売却価格には「企業価値」（商標のブランド力など評価を高める要素）のような無形財産まで含まれていたが、ドイツ政府は「もはやユダヤ人が経営している企業に企業価値など存在しない」ので「企業価値」に対する金銭は支払わなくて良いとした。こうしてユダヤ人企業はドイツ人企業の言い値での売却か、全く売却できない状態に追い込まれた。

### 強制的アーリア化
1938年11月9日夜から10日未明にかけての水晶の夜事件後、ヒトラーとゲーリングは全てのユダヤ人企業の強制的アーリア化を決意した。
ゲーリングによって強制的アーリア化の命令が続々と下された。11月12日と13日の命令によりまずユダヤ人小売業が年末までの解散を命じられ、経済省が清算人を指名して特定の場合にドイツ人企業に売却した。さらに12月3日には「ユダヤ人財産の使用に関する命令」が下され、これによって残存している全てのユダヤ人企業はその企業を一定期間内に売却するか整理するかを選ばされることになった。経済省の指名した管財人が大管区経済顧問や商工会議所などの許可のもとにそれを監視した。また同じ命令でユダヤ人の不動産の売却が命じられ、ユダヤ人の有価証券は財務省の地方事務所に供託しなければならなくなり、ユダヤ人の不動産業、農業、林業、金融業などに止めが刺された。こうしてユダヤ人はドイツ経済から消されてしまった。
ただしこれらの命令はドイツ国籍ユダヤ人を対象としたもので外国籍ユダヤ人については適用されなかった。ドイツは主要国ほぼ全てと相互の国民の財産権保護の条約を結んでいたためである。ゲーリングは外国籍ユダヤ人企業については引き続き圧力による「自発的アーリア化」を促すことを目指した。
1938年に支配下に置かれたオーストリア、1939年に保護下に置かれたベーメン・メーレン保護領（チェコ）、1940年のナチス・ドイツのフランス侵攻により、占領下に置かれた北フランスでもアーリア化は推進された。フランスのヴィシー政権も同様の法令を制定し、グザヴィエ・ヴァラを長官とするユダヤ人問題総合委員会が企業のアーリア化を監督した。オーストリアでは民間銀行大手のクレディタンシュタルトを支配していた投資銀行S・M・フォン・ロスチャイルドが、ミュンヘン再保険やアリアンツの株主である投資銀行メルク・フィンクに買収された。

## 運用について
- 著名なアーリア化にドイツ銀行とIGファルベン社によるウィーン・ロスチャイルド家支配のオーストリア・クレディット・アンシュタルトの買収[16]、ドレスデン銀行によるプラハのユダヤ人支配のボヘミア・エスコント銀行の買収[6]などがある。またこれらのユダヤ人企業の重役たちは強制収容所送りになったり、あるいは横死するなど、悲惨な運命をたどったケースが多い[17]
- ブランド力のあるユダヤ人企業を買収したドイツ人企業はその社名や商品名がユダヤ的であってもそのまま使用したがった。しかしゲーリングはそれを許さず、1938年12月3日の命令において管財人にユダヤ人企業の名称の使用の禁止権限を与えた。さらに1941年3月27日の法令でユダヤ人企業買収者は4か月以内にユダヤ人企業だった頃の名称の使用を中止するよう命じられた[18]。